# Ronchères, Yonne
Ronchères är en kommun i departementet Yonne i regionen Bourgogne-Franche-Comté i norra Frankrike. Kommunen ligger i kantonen Saint-Fargeau som tillhör arrondissementet Auxerre. År 2022 hade Ronchères 88 invånare.

## Befolkningsutveckling
Antalet invånare i kommunen Ronchères
| Referens: INSEE |